# Michel Theys
Michael Matheus (Michel) Theys (Diest, 27 juni 1818 - aldaar, 2 oktober 1906) was een Belgisch ondernemer, grondeigenaar, rentenier en politicus voor de LP.

## Levensloop
Theys was handelaar in schors. Na zijn huwelijk werd hij eigenaar van Hoeve De Schans te Diest.
In 1866 volgde hij Jean-Henri Peeters op als burgemeester te Diest, een functie die hij uitoefende tot 1903. Hij werd - in de hoedanigheid van dienstdoend burgemeester - opgevolgd door partijgenoot Peeters. Ook zetelde Theys van 1868 tot 1878 in de Brabantse provincieraad.
In Diest werd een straat naar hem vernoemd, met name de Michel Theysstraat.